# Pfarrplatz (Bozen)

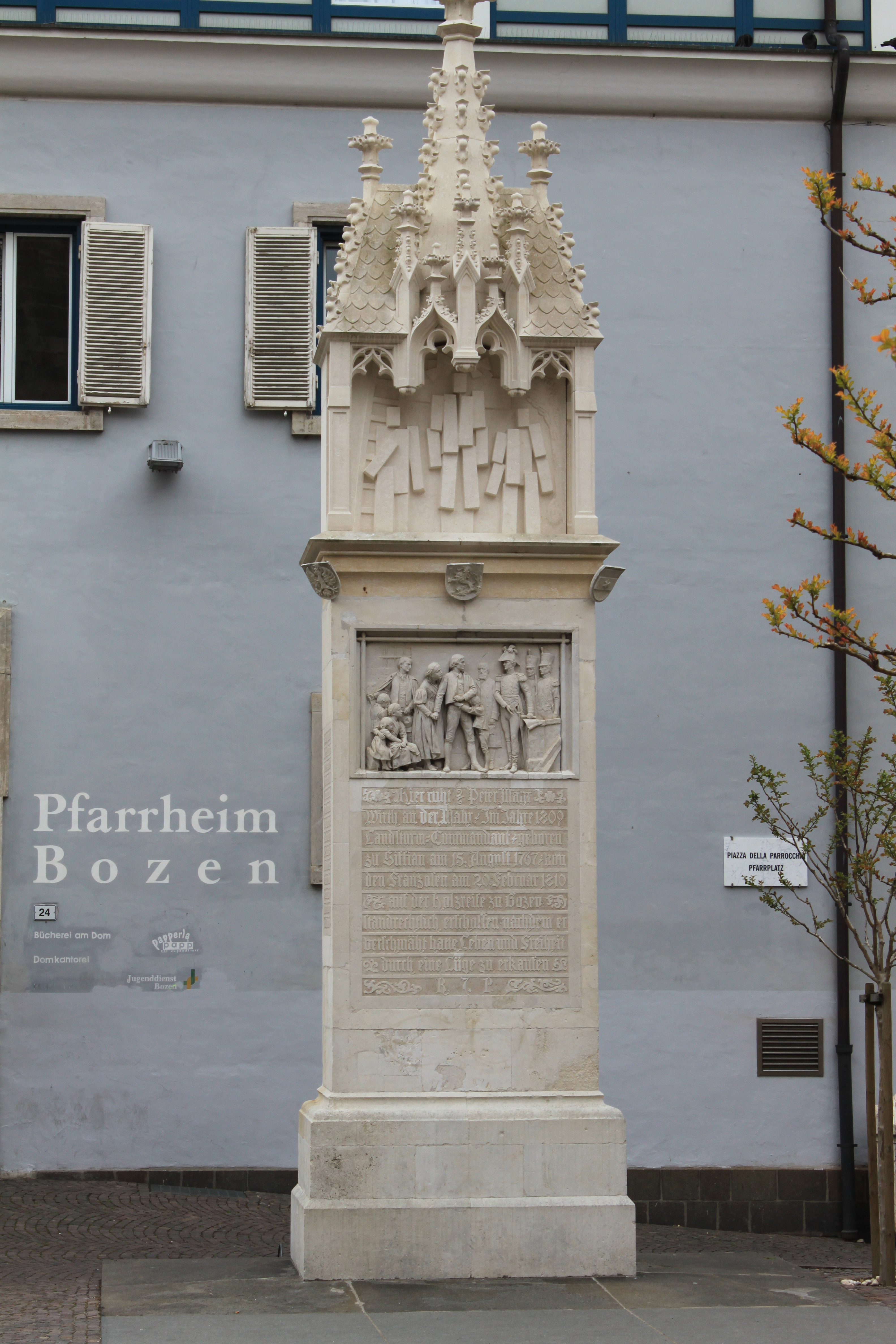
Das Peter Mayr-Denkmal am Westende des Bozner Pfarrplatzes

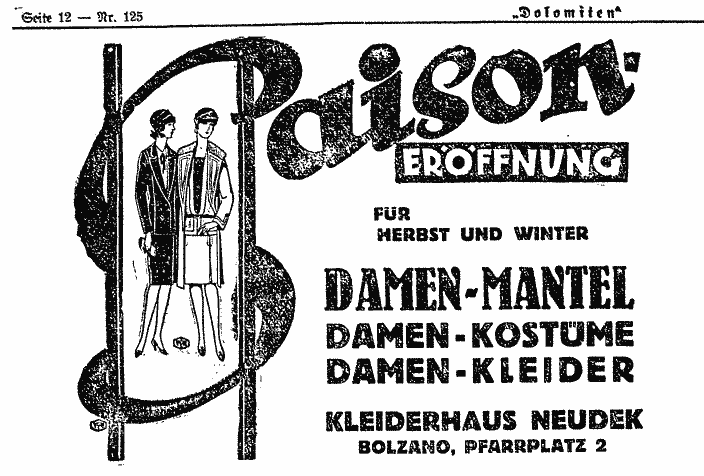
Annonce des Kleiderhauses Neudek am Pfarrplatz 2 (1928)

Der Pfarrplatz (italienisch Piazza Parrocchia) befindet sich in der Altstadt der Südtiroler Landeshauptstadt Bozen. Südwestlich  des Waltherplatzes gelegen, umschließt er westlich und südlich die Dompfarrkirche Bozen und weitet sich platzartig zum Propsteigebäude und dem Pfarrheim. Südlich davon schließt der Domplatz an, der den Innenhof des 1997 errichteten Diözesan- und Pastoralzentrums Bozen bildet.
Der historisch bedeutsame Platz war seit jeher ein Dreh- und Angelpunkt der frühen Stadtgeschichte Bozens. Auf ihm stand, an der Stelle der heutigen Hauptpost, bis zum Abriss 1886 die weitläufigen Gebäude des ehemaligen Heiliggeistspitals, einer der zentralen sozial-karitativen Einrichtungen des vormodernen Bozens.
Auf dem südlich der Dompfarrkirche gelegenen Hauptteil des Pfarrplatzes sind die Grundmauern der ehemaligen St.-Nikolaus-Kirche erhalten, die – so wie die Hauptkirche und das Propsteigebäude selbst –  bei alliierten Luftangriffen auf die Operationszone Alpenvorland in den Jahren 1943/44 schwer getroffen und hernach vollständig abgerissen wurde.
Angrenzend an die Eisackstraße befindet sich am Pfarrplatz das Peter Mayr, einem der Protagonisten der Tiroler Erhebung von 1809, gewidmete und 1900 enthüllte Denkmal, das nach einem Entwurf von Georg von Hauberrisser gestaltet und 2010 nach Restaurierung der Kriegsbeschädigungen erneuert wurde.
Im Propsteigebäude ist das Museum der Domschatzkammer Bozen untergebracht. Ebenso befindet sich am Pfarrplatz das Frauenarchiv Bozen.

## Geschichte
Der historisch bedeutsame Platz war seit jeher ein Dreh- und Angelpunkt der frühen Stadtgeschichte Bozens. Auf ihm standen, an der Stelle der heutigen Hauptpost, bis zu deren Abriss 1886 die weitläufigen Gebäude des ehemaligen Heiliggeistspitals, eine der zentralen sozial-karitativen Einrichtungen des vormodernen Bozens.
Der ältere Name des Platzes war „Spielhof“, womit die hier schon im 13. Jahrhundert bezeugte Dingstätte – das öffentliche Gericht der Grafen von Tirol – bezeichnet wurde. Die Örtlichkeit wird 1369 ausdrücklich als via communis que der Spilhoff dicitur bezeichnet. Die alte Zentralität des Ortes war durch die Nähe zur alten Eisackbrücke bedingt, die den transregionalen Verkehr von und nach Bozen bediente und deren Rechtsverhältnisse bereits 1239 in einem Weistum im Detail geregelt waren. Dies bedingte die Doppelfunktion des heutigen Pfarrplatzes als „Friedensbereich und Kommunikationszentrum“ und zugleich als „natürlicher Bezugspunkt der hier sich kreuzenden Verbindungswege“ des alten Bozens.